# Công Trí
Nguyễn Công Trí, thường được biết đến với nghệ danh Công Trí, là một nhà thiết kế thời trang, cố vấn thời trang người Việt Nam. Anh là một trong những tên tuổi danh tiếng của ngành thiết kế thời trang tại Việt Nam. Ngoài ra, anh còn được các nghệ sĩ nổi tiếng trong nước lẫn ngoài nước lựa chọn làm cố vấn và người định hình phong cách cá nhân. Hiện anh đang sở hữu một nhãn hiệu thời trang có tên là CONG TRI.

## Tiểu sử
Nguyễn Công Trí sinh năm 1978 tại Đà Nẵng, Việt Nam. Anh tốt nghiệp bậc Cử nhân ngành Mỹ thuật Công nghiệp, trường Đại học Kiến trúc TP.HCM vào năm 2001.

## Sự nghiệp
Bước đột phá từ sớm của anh trong thời trang đã thu hút được sự quan tâm đáng kể của quốc tế và được biết tới bởi hàng loạt các giải thưởng nổi tiếng, trong đó phải kể đến: Giải thưởng Ý tưởng mới trong cuộc thi Vietnam Collection Grand Prix 2000, Giải thưởng Bay FM của Asia Collection tại Makuhari – Nhật Bản và Giải Á quân 2 của cuộc thi Asia Fashion Collection tại Singapore năm 2001.
Năm 2002, Nguyễn Công Trí ra mắt thương hiệu thời trang cao cấp đầu tiên tại Việt Nam với những thiết kế được tin dùng bởi rất nhiều ngôi sao hạng A, các doanh nhân và chính khách của Việt Nam. Anh trình diễn các bộ sưu tập của mình tại các tuần lễ thời trang có tiếng vang như Tuần lễ Thời trang Tokyo và Tuần lễ Thời trang Quốc tế Việt Nam. Anh đã gặt hái được nhiều các giải thưởng uy tín trong nước cũng như đạt được sự ghi nhận của giới mộ điệu quốc tế với danh hiệu danh giá "Not Just A Label Black Sheep".
Năm 2014, Nguyễn Công Trí là người Việt Nam đầu tiên được công nhận bởi Hiệp hội Thời trang Cao cấp Châu Á (Asia Couture Federation).
Năm 2016, Nguyễn Công Trí ra mắt nhãn hiệu cao cấp ứng dụng CONG TRI hướng tới sự thanh lịch, cân bằng và khéo léo, được đại diện bởi hàng loạt các ngôi sao hàng đầu, các biểu tượng truyền cảm hứng toàn cầu như cựu Đệ nhất Phu nhân Mỹ Michelle Obama, Beyoncé, Rihanna, Katy Perry, Rita Ora, Gwen Stefani, Naomi Campbell, Sophie Turner... Năm 2018, Công Trí hợp tác cùng Katy Perry cho chuyến lưu diễn Witness: The Tour.
Cuối năm 2019, nhà thiết kế tổ chức Triển lãm Thời trang Nguyễn Công Trí & Nghệ thuật Đương đại mang tên "CỤC IM LẶNG" tại Việt Nam. Triển lãm mang đến mười điểm chạm nghệ thuật khác lạ được khơi nguồn từ các tác phẩm của Nguyễn Công Trí. Hành trình hai thập kỉ đắm mình trong thế giới thời trang của Nguyễn Công Trí được thể hiện qua các góc nhìn đương đại của mười nghệ sĩ từ nhiều ngành nghệ thuật như điện ảnh, múa đương đại, nghệ thuật thị giác hay kiến trúc. Sự kiện được đánh giá mang quy mô tầm vóc quốc tế, được đầu tư kì công và để lại dấu ấn rất lớn trong lòng khán giả đại chúng.

## Danh sách bộ sưu tập
Bộ sưu tập NGUYEN CONG TRI
- No. 1 - Trắng
- No. 2 - Cãi lại
- No. 3 - Cảm
- No. 4 - Cắt lớp
- No. 5 – Trói
- No. 6 - Nấm
- No. 7 - Cảm ơn Sài Gòn
- No. 8 - Tiếng vọng
- No. 9 – Lúa
- No. 10 - Em hoa

Bộ sưu tập CONG TRI
- Fall-Winter 2016
- Resort 2017
- Fall-Winter 2017
- Fall-Winter 2018
- Spring-Summer 2019
- Pre-Fall 2019
- Fall-Winter 2019[7]
- Spring-Summer 2020[8]
- Summer Capsule 2020
- Pre-Fall 2020
- Fall-Winter 2020[9]
- Spring-Summer 2021[10]
- Fall-Winter 2021[11]
- Spring-Summer 2022[12]

## Đánh giá
Nguyễn Công Trí được nhiều tạp chí thời trang, trang báo điện tử công nhận là "nhà thiết kế thời trang hàng đầu Việt Nam" hiện tại. Tạp chí Elle đánh giá Công Trí "luôn gây chú ý qua ở bất cứ show diễn nào anh tham gia" và "đánh dấu sức ảnh hưởng trong giới giải trí, tiên phong cho công việc định hình phong cách cá nhân cho các nghệ sĩ tại Việt Nam". Thu Hương từ báo Lao Động đã gọi Công Trí là "người anh cả đi đầu trong giới thời trang Việt Nam".
Viết cho SmartFashion, tác giả Hanhntn đã nhận định rằng "không thể phủ nhận được sức hút của Công Trí ngày càng nổi đình đám trên các sàn diễn quốc tế từ trong nước đến quốc tế, anh đã khẳng định được tay nghề may mặc thời trang cao cấp Việt Nam không kém cạnh một sân chơi thời trang nào trên thế giới". Tác giả Phạm Trang từ AmBeauty đã xếp anh vào vị trí đầu tiên trong danh sách những nhà thiết kế thời trang danh tiếng hàng đầu Việt Nam, cùng lời nhận xét "với những nỗ lực sáng tạo không biết mệt mỏi suốt hơn 20 năm qua, cái tên Nguyễn Công Trí đã trở thành một thương hiệu vững chắc của thời trang Việt Nam trên trường thế giới."

## Bê bối
Ngày 23 tháng 7 năm 2025, Phòng Cảnh sát điều tra tội phạm về ma túy và Công an phường Tân Hòa, Thành phố Hồ Chí Minh đã phát hiện Trần Phú Long, 36 tuổi, và Nguyễn Công Trí, 47 tuổi, có liên quan đến đường dây mua bán, tổ chức sử dụng trái phép chất ma túy và cùng nhau sử dụng trái phép chất ma túy. Khi lực lượng chức năng khám xét nơi ở, họ đã thu giữ được một số vật dụng bị nghi ngờ được dùng để sử dụng ma túy, cụ thể như đĩa sứ, tờ tiền cuộn tròn hoặc thẻ nhựa. Ngay sau đó, tại cơ quan công an, các đối tượng đã khai nhận đó là dụng cụ dùng để sử dụng ma túy.

## Giải thưởng và đề cử
- Giải thưởng Ý tưởng mới trong cuộc thi Vietnam Collection Grand Prix (2000)[2]
- Giải khuyến khích "Bay FM" trong cuộc thi Asia Collection Makuhari tại Nhật Bản (2000)[2]
- Giải nhì cuộc thi Singapore Fashion Week với bộ sưu tập Sự thăng hoa của Đất và nước (2001)[2]

## Triển lãm và các show thời trang
- Tuần lễ Thời trang New York, New York Xuân Hè 2020[2]
- Tuần lễ Thời trang New York, New York Thu Đông 2019[2]
- Triển lãm CỤC IM LẶNG, Vietnam 2019[2]
- Tuần lễ Thời trang Amazon, Tokyo Thu Đông 2017[2]
- Tuần lễ Thời trang Amazon, Tokyo Thu Đông 2016[2]
- Passion and Belief, Vicenza, Ý 2014[2]
- Pure Pattern, Tuần lễ thời trang London, London, Vương quốc Anh 2014[2]
- Second Nature, Phòng triển lãm PM, London, Vương quốc Anh 2013[2]
- Fashion Dialogue, Tuần lễ Thời trang London, London, Vương quốc Anh 2013[2]